# Timbuktu (musicien)
Pour les articles homonymes, voir Timbuktu.
Timbuktu, de son vrai nom Jason Michael Bosak Diakité (né le 11 janvier 1975 dans la paroisse de la cathédrale de Lund, dans le comté de Malmöhus), est un rappeur et animateur suédois. Il tient son nom de scène de la ville de Tombouctou, au Mali, pays duquel son père Madubuko Diakité est originaire.

## Biographie

### Jeunesse et débuts
Jason Diakité est le fils de Madubuko Diakité, chercheur en droits de l'homme. Il est né et a grandi à Lund, en Suède, et comme ses parents sont originaires des États-Unis, sa langue maternelle est l'anglais et le suédois.
Le premier single de Timbuktu, Lifestress, produit par Falcon et Sleepy, sort en 1996. Avec Obi, il sort l'album Bright Lights, Big City (1999) sous le nom d'Excel. Quelques mois plus tard, il sort son premier EP solo, The Conspiracy, et en 2000 son premier album T2 : Kontrakultur. En 2000, il collabore avec le duo de techno Antiloop, et compose la chanson Catch Me. La chanson sort sous format single sur l'album Fastlane People, récompensé par un Grammy.

### Années 2000
En avril 2002, Timbuktu sort son deuxième album studio, Wått's dö madderfakking diil? qui comprend les singles Gott Folk, Jag Drar et Ljudet Av. L'album se classe à la huitième place du classement des albums en Suède, et reçoit son premier Grammy dans la catégorie de « hip-hop/soul de l'année ». En 2003, il publie l'album The botten is nådd! suivi d'une tournée avec DJ Amato et Chords et Damn ! Timbuktu remporte deux Grammys en 2003 dans les catégories « parolier de l'année » et « hip-hop/soul de l'année ». Au cours de la même période, il compose également la musique de la série télévisée Kniven i hjärtat, et apparait dans le film Babylonsjukan.
Au cours de l'été 2004, il sort son premier album Helt Off avec Chords et Måns Asplund (qui forment ensemble le groupe de reggae Helt Off). En 2005, l'album Alla vill till himmelen men ingen vill dö sort et certifié disque d'or en Suède (aujourd'hui disque de platine) le 25 juillet de la même année, puis en Norvège. Timbuktu remporte deux Grammys en 2005, celui du « parolier de l'année » et celui du « hip-hop/soul de l'année ». En 2007, l'album Oberoendeframkallande sort et comprend les singles KarmaKontot, Lika barn avvika bäst part 2 et Fantasi. L'album est certifié disque d'or en Suède. L'année suivante, en 2008, l'album En high 5 & 1 falafel, qui comprend les singles Tack för kaffet et N.A.P., sort.

### Années 2010
Le 8 juin 2011, le septième album studio de Timbuktu, Sagolandet, sort. Le 9 mars de la même année, la chanson Dansa sort. Le premier single officiel de Sagolandet est Dödsdansen, qui est diffusé le 13 avril 2011 en avant-première à la radio. Dödsdansen est suivi par les singles Allt Grönt et Resten Av Ditt Liv, coécrits avec Oskar Linnros. Resten Av Ditt Liv est nommée pour le Grammy de la « chanson de l'année » en 2012, et est certifié triple disque de platine. La même année, Timbuktu remporte le Grammy dans la catégorie « hip-hop/soul de l'année » pour Sagolandet, et l'album est certifié disque de platine en Suède.
En 2012, la chanson Fallskärm, coécrite avec Oskar Linnros, sort. La chanson figure sur la compilation Pusselbitar, sortie plus tard dans l'année. Fallskärm est certifié disque de platine, et Pusselbitar disque d'or en Suède. Timbuktu collaborera aussi avec Måns Asplund sur les chansons Inte stor nog et Stor nog pour le film Hokus Pokus Alfie Atkins, dont la première a lieu le 23 août 2013 en Suède. Fin 2012, l'album Full Ära sort avec le groupe Damn! Une collection nouvellement enregistrée de chansons déjà parues pour célébrer leurs 10 ans de tournée commune. L'album leur vaut un Grammy dans la catégorie « hip-hop/soul de l'année ». Quelques mois plus tard, SVT publie le documentaire Timbuktu & Damn ! - År tio, qui les suit depuis leurs débuts en 2002, en passant par leurs tournées, un voyage au Mozambique et jusqu'à l'enregistrement de Full Ära,.
Avec Kartellen, Timbuktu sort la chanson Svarta pigeons och vissna liljor en 2013. La chanson est très médiatisée car elle contient les paroles Dunka Jimmie gul & blå, hissa i en flagstång. La chanson est considérée par la radio suédoise comme controversée et ayant au « contenu violent ». Par conséquent, elle n'est pas jouée sans commentaire par SR, malgré des positions élevées dans les hit-parades.
En janvier 2014, l'album studio För Livet Till Döden sort. La sortie du single Spring est accompagnée d'une campagne secrète sous le nom de #spring140131 dans laquelle des célébrités telles que Noomi Rapace, Veronica Maggio, Henrik Larsson, Pelle Almqvist et Joel Kinnaman ont tourné dans des vidéos non sollicitées qui se sont répandues en ligne. Les autres singles sortis de l'album étaient Den svenska skammen, Annie Leibovitz et Misstänkt.

## Discographie

### Albums studio
- 1999 : Bright Lights, Big City (en tant que membre du groupe Excel)
- 2000 : T2: Kontrakultur
- 2002 : W.D.M.D.
- 2003 : The Botten Is Nådd
- 2004 : Live! m/ damn!
- 2005 : Alla vill till himmelen men ingen vill dö
- 2007 : Oberoendeframkallande
- 2011 : Sagolandet
- 2011 : Pusselbitar (samlingsskiva, endast digital utgåva)
- 2012 : Pusselbitar (samlingsskiva, utökad version)
- 2012 : Full ära, m/ Damn!
- 2014 : För Livet Till Döden
- 2018 : En Droppe Midnatt - Originalmusiken
- 2018: Kärlekens Blandband, m/ Damn!
- 2021 : Lullabies, m/ Mapei
- 2021 : Du gamla, Du nya

### Singles et EP
- 1996 : Falcon and Sleepy feat. Timbuktu - Lifestress
- 1998 : Excel - Pump
- 1999 : Excel - All Nite Long
- 1999 : Excel - You Move Me
- 1999 : Timbuktu - The Conspiracy"
- 2000 : Timbuktu - Independent Moves
- 2000 : Timbuktu and Promoe - "Naked Lunch
- 2000 : Timbuktu - MVH
- 2001 : Timbuktu - Pendelparanoia
- 2001 : Timbuktu - Northface EP
- 2001 : Timbuktu - Alla Vet
- 2002 : Timbuktu - Gott Folk
- 2002 : Timbuktu - Jag Drar
- 2002 : Timbuktu - Ljudet Av..
- 2002 : Timbuktu and Promoe - The Bad Sleep Well EP
- 2003 : Timbuktu and Promoe - Vertigo
- 2003 : Timbuktu - Ett Brev
- 2003 : Timbuktu - The Botten Is Nådd
- 2003 : Timbuktu m/ Peps Persson - Dynamit!
- 2004 : Timbuktu - Alla Vill Till Himmelen Men Ingen Vill Dö
- 2005 : Timbuktu m/ Chords & Supreme - Det Löser Sej
- 2005 : Timbuktu - Stirra Ner
- 2007 : Timbuktu - Karmakontot
- 2007 : Timbuktu - Lika Barn Avvika Bäst Del 2
- 2007 : Timbuktu - Fantasi
- 2008 – Tack För Kaffet m/ Dregen
- 2008 – N.A.P. (Nån Annans Problem)
- 2009 – Välj Mej m/ Svante Lodén
- 2011 : Dansa (feat. Jan Lundgren, Duo Pannacotta)
- 2011 : Kapitulera (feat. Susanne Sundfør)
- 2011 : Dödsdansen
- 2011 : Resten Av Ditt Liv
- 2011 : Allt Grönt
- 2011 : Versioner
- 2012 : Fallskärm
- 2012 : Cover Me
- 2012 : Stanna kvar (feat. Damn!)
- 2013 : Inte Stor Nog
- 2014 : Spring
- 2014 :  Den Svenska Skammen
- 2014 :  Annie Leibovitz
- 2014 :  Misstänkt (avec Beldina de Seinabo Sey)
- 2014 : Triangeln
- 2014 : För Livet Till Döden - Remixerna
- 2019 : Dansa
- 2019 : Falken
- 2019 : Versioner 2019
- 2020 : AOD (feat. Snoh Aalegra)
- 2021 : VIVA (avec Mapei)
- 2021 : Bars från ett B-barn
- 2021 : Hela världen väntar m/ Junie

### Filmographie
- 2004 : Babylonsjukan
- 2005 : Funken Styr Våra Steg (DVD)